# Сто доларів США
Сто доларів США — найбільший за номіналом федеральний резервний білет США з 1969 року (хоча випущені раніше більші купюри номіналами 500, 1000, 5000 і 10 000 доларів дійсні). Останнім часом в обігу перебувають білети серій 1996—2006 та 2009 років. На лицьовій стороні зображений Бенджамін Франклін, на зворотній — Індепенденс-холл.
Перші стодоларові білети були випущені федеральним урядом 1862 року. Зображення Франкліна вперше з'явилося в серії 1914 року, а Індепенденс-холу — в серії 1928 року. У 2009 фінансовому році Бюро гравіювання та друку випустило 1 785 600 000 стодоларових купюр. За даними Бюро, термін служби купюри — 89 місяців.

## Зовнішній вигляд

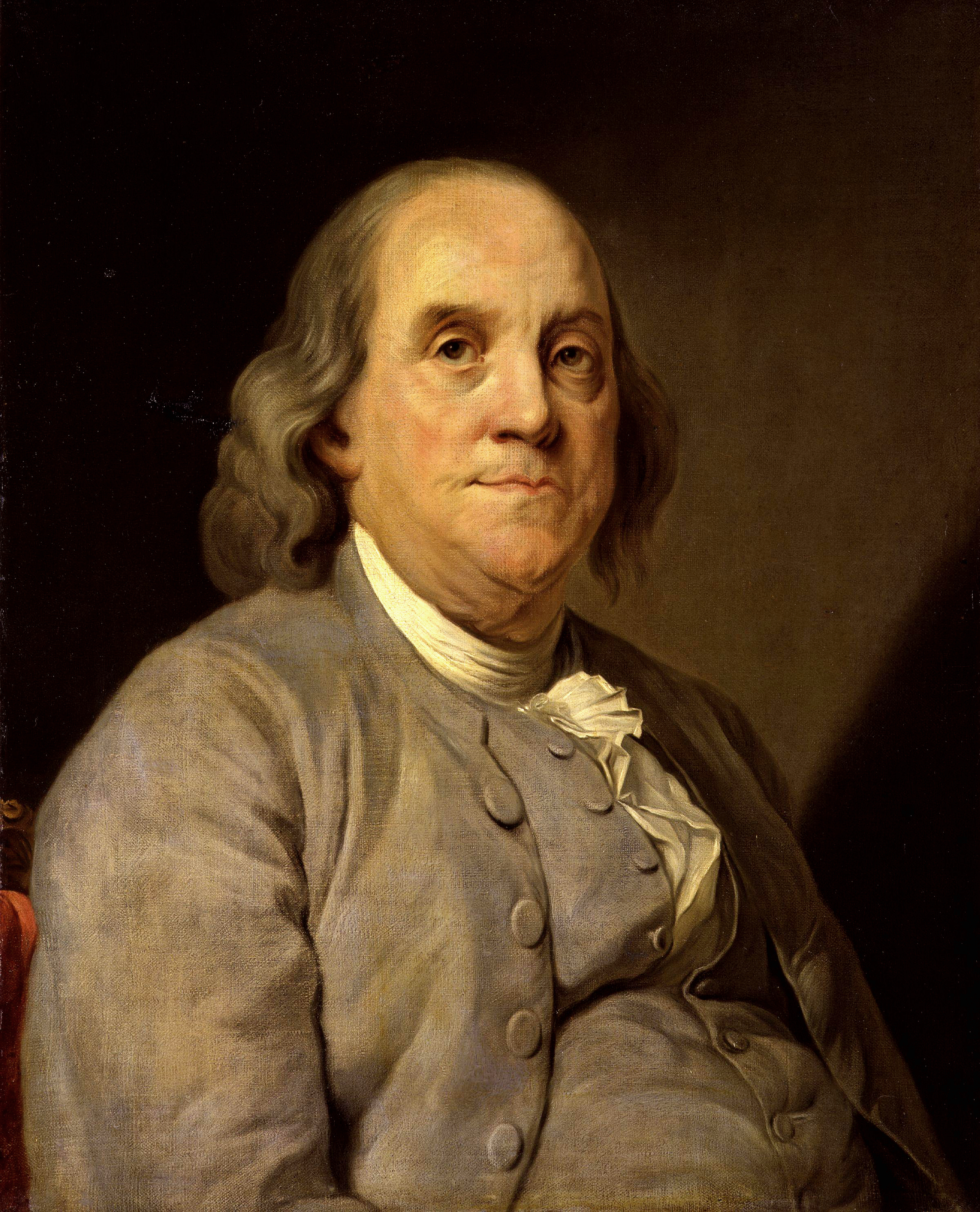
Портрет Франкліна роботи Ж. Дюплессі, близько 1785 року

Стодоларовий білет виконаний металографічним способом із застосуванням глибокого друку і має розмір 156× 67 ±2 міліметрів, такий самий, як і купюри меншого номіналу. Вага однієї купюри 1 г. Свинцево-бежево-зелене забарвлення приблизно збігається з колірною гамою двох-і однодоларової купюр. Положення основних зовнішніх елементів (номіналів, печаток Федеральної резервної системи та Казначейства, контрольних букв, номери квадранта, номери кліше, девізу «In God We Trust» на зворотному боці) — таке ж, як на купюрах номіналом 50, 20 та 10 доларів. Серія (рік випуску) вказана в нижній частині, зліва від портрета. Водночас стодоларова купюра є єдиним федеральним резервним квитком, де обрамлений портрет займає всю ширину і де номінал на печатці Казначейства вказаний цифрами, а не словами. У поточній серії білетів, вперше випущеної 1996 року, зображення Бенджаміна Франкліна виконано з портрету художника Жозефа Дюплессі на основі спеціальної сучасної гравюри Томаса Хіпшена. На зворотному боці білету зображено фасад Індепенденс-холу, де були підписані Декларація незалежності та Конституція США.
У четвертому кварталі 2008 року очікувалося початок виробництва нової серії стодоларових купюр 2004 року, слідом за вже випущеними купюрами меншого номіналу. Останнім часом стодоларові купюри цієї серії на стадії тестування Бюро гравіювання та друку.

### Серія 2009 року
21 квітня 2010 року уряд США оприлюднив нову серію стодоларової банкноти 2009 року, яку планувалося ввести в обіг 10 лютого 2011 року. Проте 1 жовтня 2010 року ФРС США оголосила про деякі проблеми при виготовленні купюр, тому введення їх в обіг відкладалося. При цьому старі банкноти залишаться в обігу. Обмін старих купюр на нові проводитися не буде, оскільки всі банкноти залишаються законним платіжним засобом. Введення в обіг відбулося 8 жовтня 2013 року.
В цілому, віньєтка на зворотному боці і портрет на лицьовому у порівнянні з поточними купюрами збільшені, а овал який облямовував портрет — видалений. Нові купюри, крім того, містять витяг з Декларації незалежності та зображення пера, яким була підписана Декларація. Обидва зображення розташовані праворуч від портрета. На зворотному боці нових купюр віньєтка зображує не фасад, а задню частину Індепенденс-холу.

### Елементи захисту
Купюри серій 1996 — 2003A мають п'ять елементів захисту: водяний знак, суцільну захисну стрічку, два мікродруки, які змінюють колір та тонкими концентричними лініями. Крім того, як і на інших білетах, на стодоларовій купюрі є захисні вкраплення червоних та синіх волокон, а також магнітний захист, нанесений відповідною фарбою. Цей захист, введено 1988 року для лицьового боку 100-, 20-та 50-доларових купюр, являє собою поєднання магнітних та немагнітних ділянок. Водяний знак розташований на білому полі праворуч від друку Казначейства та повторює портрет Франкліна. Стодоларові купюри зразка 1996 року містять шість варіантів водяного знака. Захисна стрічка зі словами «USA 100» розташована між печаткою Федеральної резервної системи та портретом. Ця стрічка видна лише при просвічуванні та виключає можливість фотокопіювання, а в ультрафіолеті виглядає червоною. Один мікродрук, теж з написами «USA100», розміщений всередині номіналу у лівому нижньому кутку, інший з написом «UNITED STATES OF AMERICA» розташований на лацкані камзола Франкліна. Фарба, яка змінює колір купюри присутня на номіналі в правому нижньому кутку. Під прямим кутом фарба виглядає зеленою, а при похилому розгляді — чорної. Такий ефект колірної дифракції фарби надають багатошарові металеві пластівці, які входять до її складу. Тонкі та витончені концентричні лінії утворюють фон портрета та Індепенденс-холу.

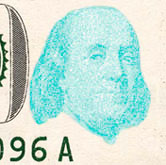
Водяний знак
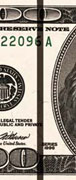
Захисна стрічка
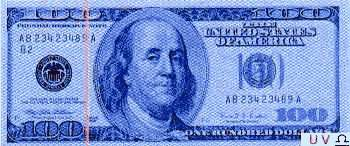
Захисна стрічка в ультрафіолеті
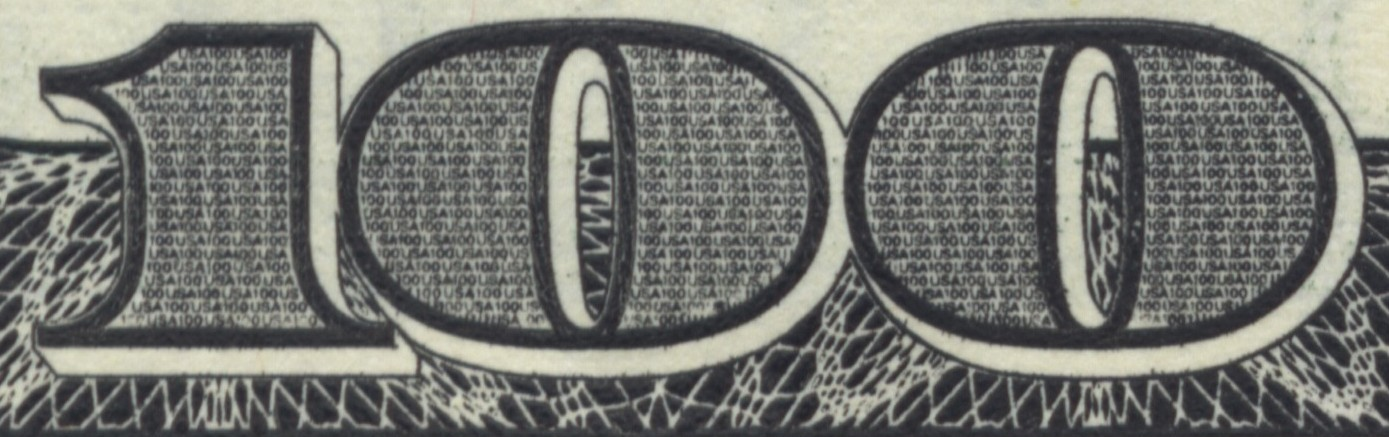
Мікродрук «USA100»
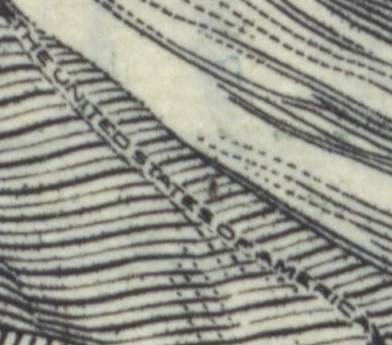
Мікродрук «THE UNITED STATES OF AMERICA»
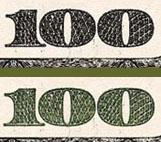
Змінення кольору
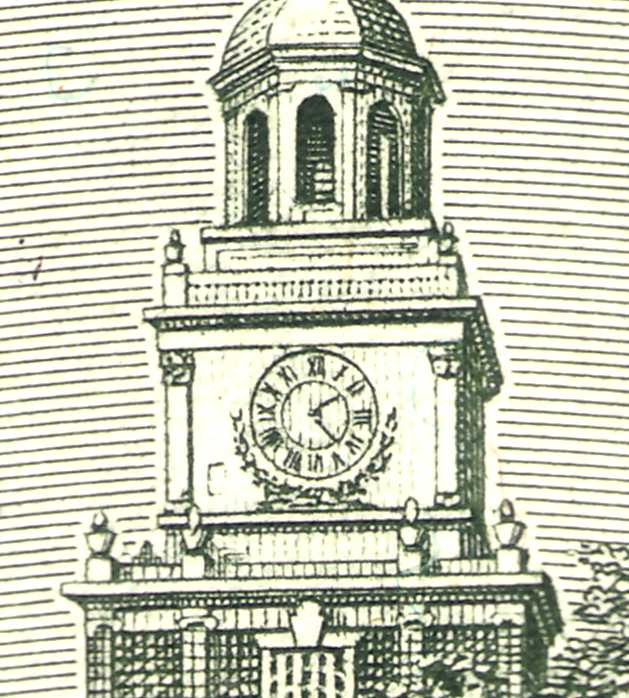
Концентричні лінії у годинника Індепенденс-холу
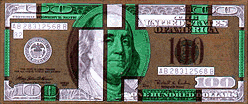
Магнітний захист

#### Елементи захисту серії 2009 року
Головні елементи захисту стодоларової купюри серії 2009 року — це голографічна захисна стрічка, зображення чорнильниці, праворуч від захисної стрічки, і рельєфний відтиск на правому плечі Франкліна. На зворотному боці є великий яскравий напис «100». На розробку елементів захисту нової стодоларової купюри пішло більше десятиліття.

## Історія

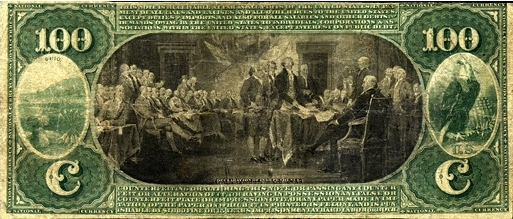
Картина «Декларація незалежності» Джона Трамбулла, репродукувати на зворотному боці банкнот серій 1863 та 1875 років.

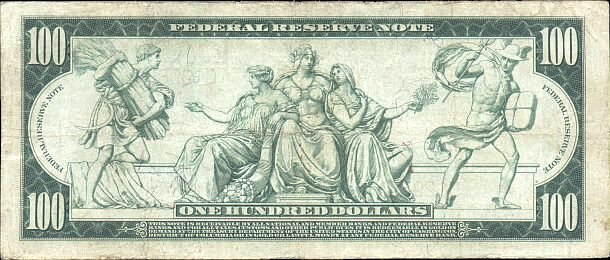
Зворотний бік федерального резервного квитка серії 1914 року з алегоріями праці, достатку, Америки, світу та Гермесом (зліва направо)

Перші стодоларові білети США 1862 та 1863 років зображували американського орла.
Конфедеративні Штати Америки випускали власні стодоларові білети з портретами Люсі Пікенс (дружину губернатора Південної Кароліни Френсіса Пікенса), міністра оборони Конфедерації Джорджа Рендолфа та Джона Колдвелла Келхуна (все — 1862 року). На лицьовій стороні казначейського білету з портретом Пікенса розташоване зображення піхотинця та артилериста конфедератів. Одночасно випускалися стодоларові казначейські білети окремих штатів Конфедерації, зокрема, Вірджинії, з портретами Джордажа Вашингтона, губернатора штату Летчера та індіанки з цибулею (зліва направо); Північної Кароліни; Техасу (все — 1862 рік); Джорджії, з гербом штату в центрі та портретом губернатора Джозефа Брауна зліва (1863 рік). Через дефіцит сировини в Північній Кароліні її стодоларовий білет 1862 року був надрукований на колишній облігації.
1863 року вийшли стодоларові білети національних банків з портретом Олівера Перрі на лицьовій стороні (такі серії — 1864, 1865, 1875, 1882 та 1882/1908 років). Перрі, зображений зліва, залишає свій флагманський корабель «Лоуренс» під час бою на озері Ері, на основі однойменної картини Вільяма Пауелла; праворуч зображено алегорія Союзу з фасцією по гравюрі Джеймса Банністера. 1869 року вийшов білет з портретом Авраама Лінкольна (такі серії — 1875, 1878 та 1880 років) та символічним зображенням Реконструкції. Портрет Лінкольна на цих купюрах був вигравіруваний Чарльзом Бартом на основі фотографії Ентоні Бергера, зробленої 9 лютого 1864 року. Серія 1869 року отримала прізвисько «райдужна» (rainbow) через синю фарбу, яскраво-червоних відбитків та зелені серійні номери. У 1871 був випущений золотий сертифікат на сто доларів з портретом Томаса Бентона (такі серії — 1882 і 1922 років). На так званій Департаментській серії 1882 року номер серії цих сертифікатів не позначений. У 1878, 1880 та 1891 роках випускалися стодоларові срібні сертифікати з портретом Джеймса Монро. Серії стодоларових казначейських квитків 1890 та 1891 років зображували Девіда Фаррагута, другого флотоводця після Перрі на білетах такого номіналу. З 1923 року на всіх стодоларових білетах став зображуватися Бенджамін Франклін та розміри зі 189× 79 мм зменшилися до 156×67 мм. Франклін вніс значний внесок в американську економіку та виступав за використання колоніями паперових грошей у торгівлі. У Нью-Джерсі він налагодив станкове виробництво грошей і, як зазначав, «вирізав кілька орнаментів та штампів для банкнот». Франклін також опублікував, зокрема, статті «Скромне дослідження про природу та необхідність паперових грошей» (1729 рік), «Про ціну на хліб і управління бідними» (1766 рік) та «Зауваження та факти, які стосуються американських паперових грошей» (1767 рік).
1950 року стодоларовий федеральний резервний білет зазнав змін, зокрема сіре число «100», а також відбитки Казначейства та Федеральної резервної системи стали менші. Останній відбиток став, крім того, зубчастим. 1966 року були випущені стодоларові банкноти Сполучених Штатів (один з застарілих різновидів американської валюти) з новою казначейською печаткою, на якій латинський напис «THESAUR. AMER. SEPTENT. SIGIL.» («друк Казначейства Північної Америки») замінили просто англійським «The Department of the Treasury». 1969 року, згідно з розпорядженням президента Річарда Ніксона, випуск всіх купюр, більше ста доларів, був припинений з метою боротьби з організованою злочинністю. 1991 року в серії 1990 року були введені нові захисні елементи — мікродрук та металева захисна стрічка. 25 березня 1996 року був випущений стодоларовий білет з удосконаленим захистом, який включав новий портрет Франкліна, водяний знак з його зображенням, який змінює колір та найтонші фонові лінії. Серійний номер був збільшений на одну букву.
Раритетні екземпляри стодоларових білетів включають серії 1862, 1863, 1890 та 1891 років, а також срібні сертифікати 1878 та 1880 років.

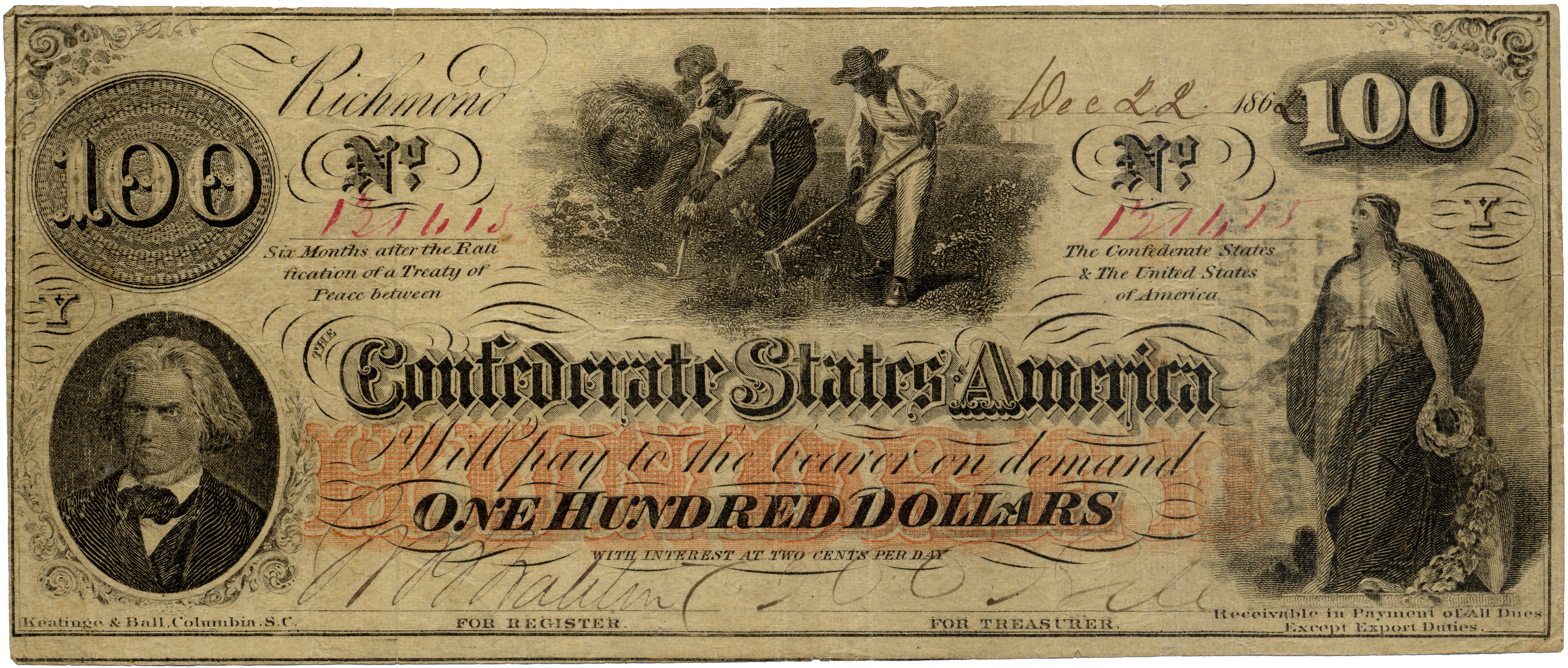
Сто доларів Конфедерації з портретом Келхуна, 1862 рік
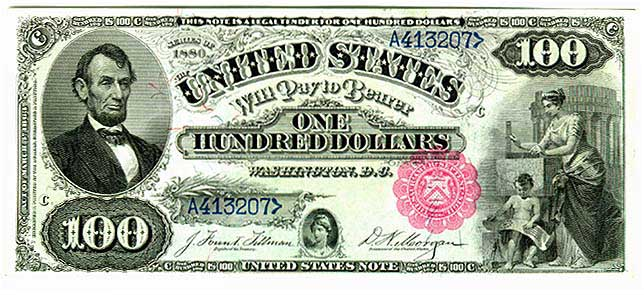
Сто доларів серії 1880 року з портретом Лінкольна
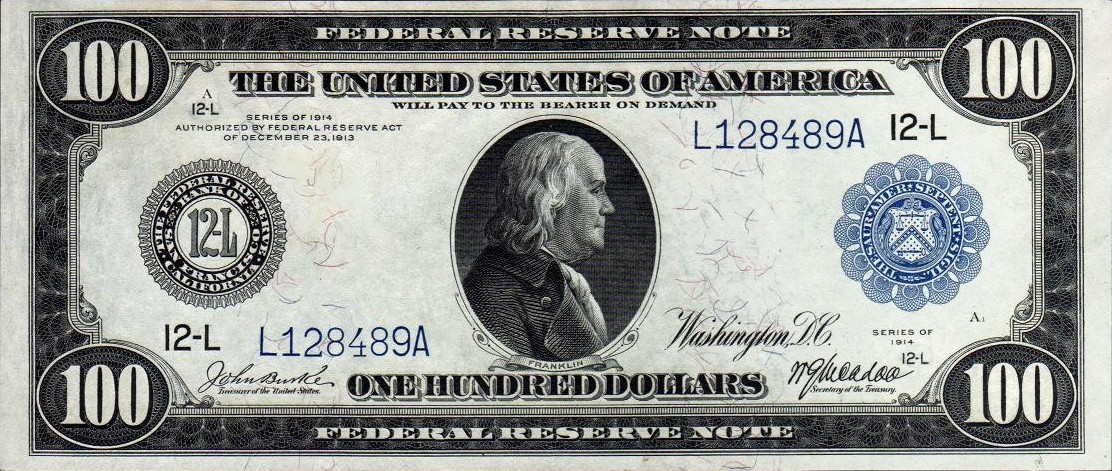
Сто доларів серії 1914 року (Франклін в профіль)
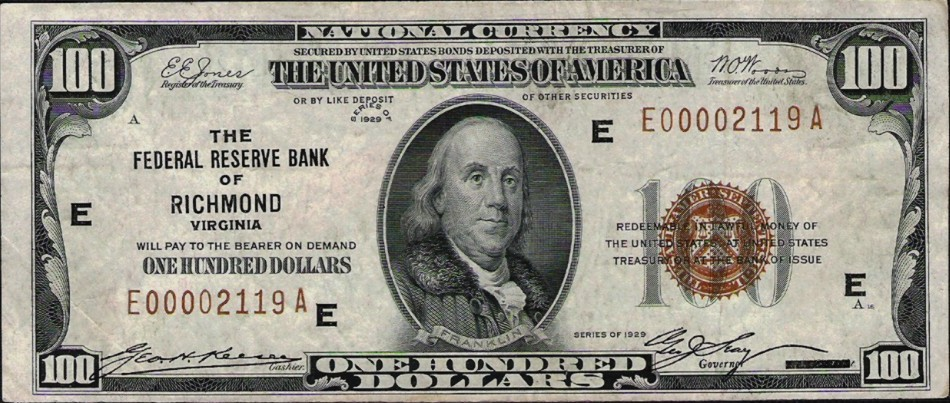
Сто доларів серії 1929 року
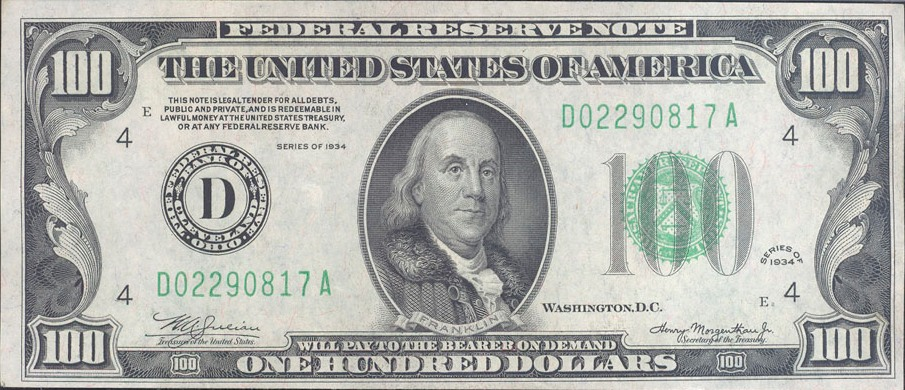
Сто доларів серії 1934 року
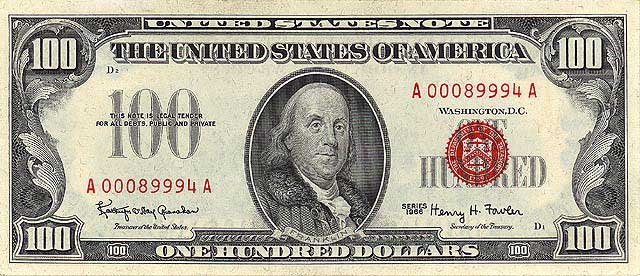
Сто доларів серії 1966 року
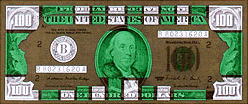
Схема магнітного захисту серії 1988 року
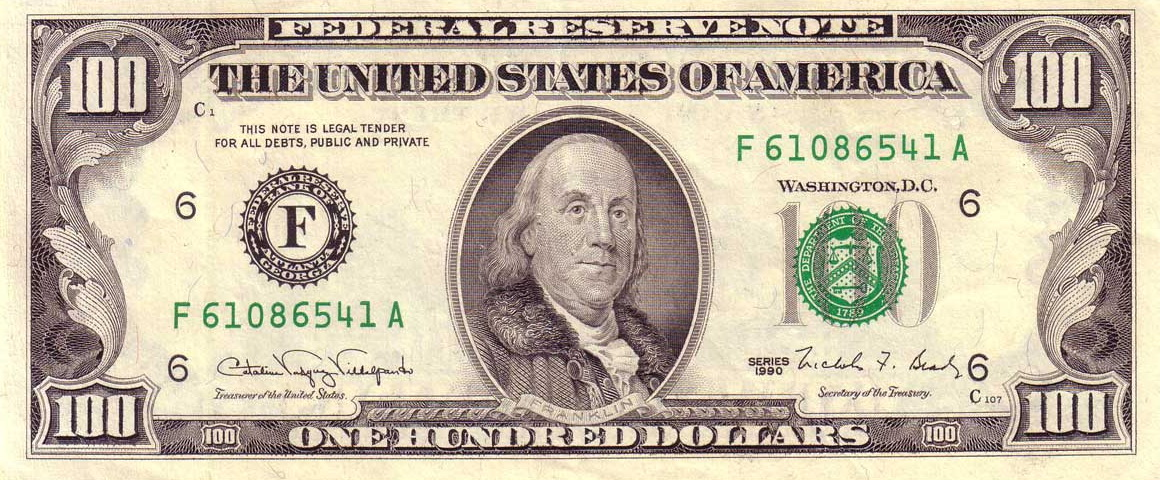
Сто доларів серії 1990 року
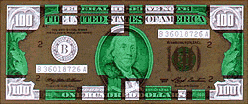
Схема магнітного захисту серій 1990 — 1993 років
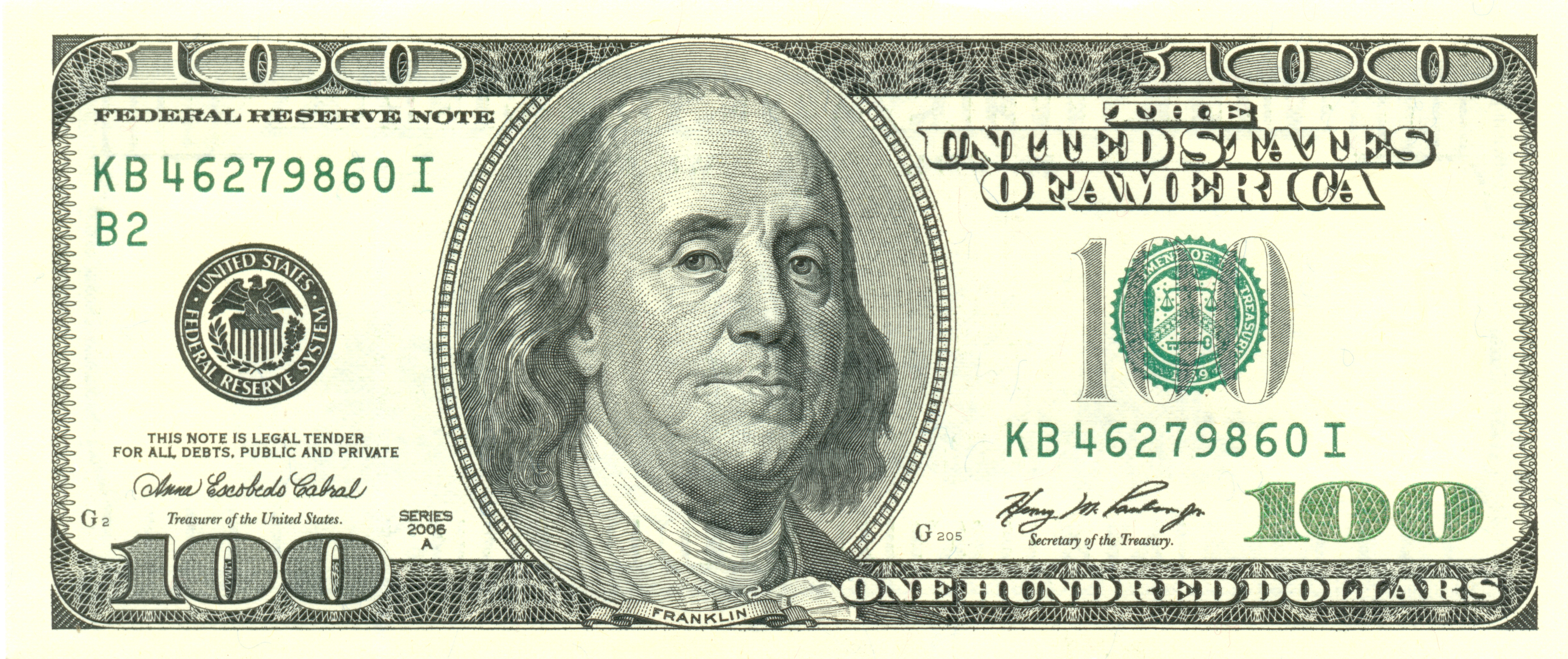
Сто доларів серії 2003 року (аверс)
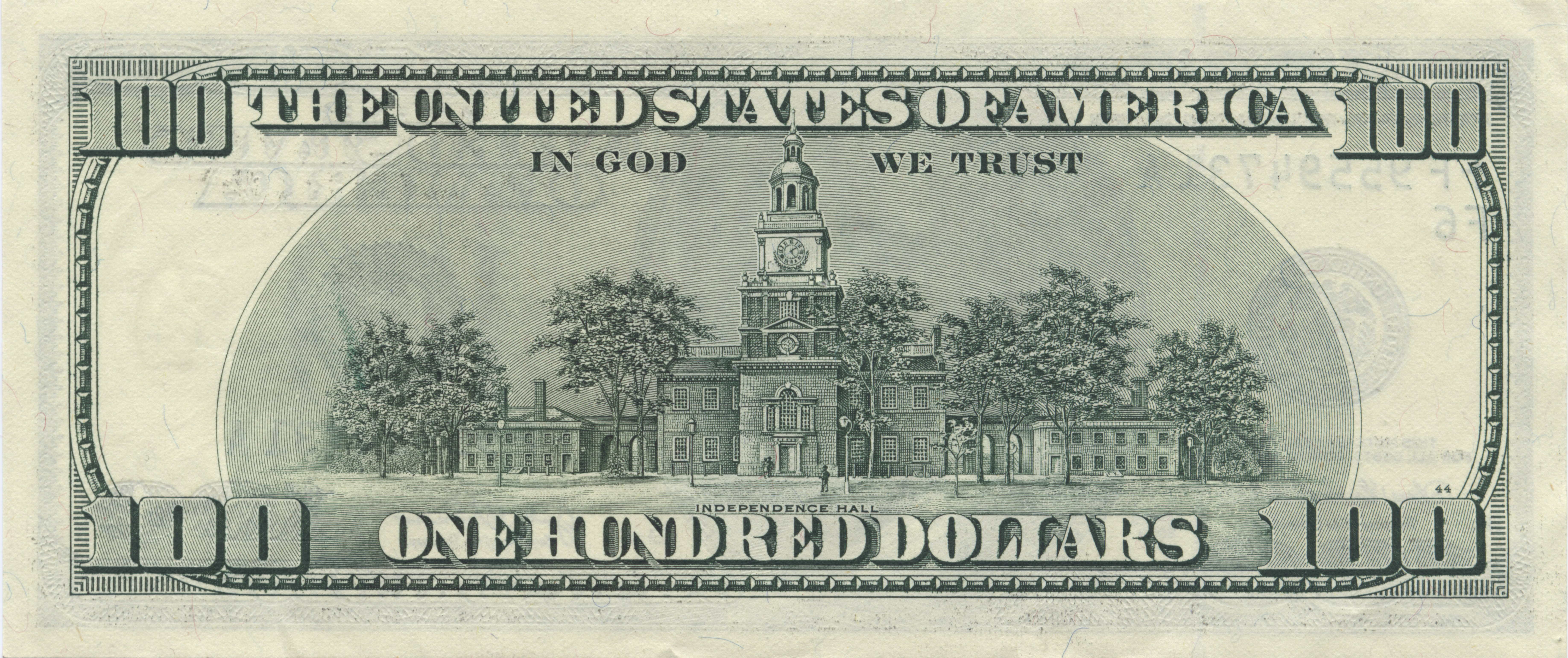
Сто доларів серії 2003 року (реверс)

## Підробки
За частотою виконання підробок стодоларові купюри займають друге місце після двадцятидоларових. У різноманітті відомих стодоларових підробок виявлені зразки, виготовлені п'ятьма способами: металографією, плоским офсетним друком, трафаретним друком, ксерокопіюванням та крапельно-струменевим друком. Неодноразово випускалися небезпечні зразки. Так, наприклад, 1898 року працівники Казначейства, не зумівши визначити справжність п'яти стодоларових срібних сертифікатів, перенаправили їх в Секретну службу. Лише після занурення сертифікатів в гарячу воду було виявлено, що вони — підроблені.
1928 року в Америці були виявлені небезпечні підробки серії 1914 року і в наступному році в Німеччині у великих кількостях. Як і справжні купюри, вони були виготовлені методом глибокого друку. На одній з них був бездоганно виконаний портрет Франкліна та його фон, але все ж і на лицьовому і на зворотньому боку був присутній ряд дефектів. У травні 1932 року в правлінні Держбанку були виявлені дві нових підробки цього типу. Вони мали печатку Федерального резервного банку в Нью-Йорку з номерами У 2570214 А та В 2572208 А.
З 1990-х років особливу небезпеку стали представляти північнокорейські «супердоллари». Як і справжні долари, вони зокрема складаються з 75 % бавовни і 25 % льону, мають ті ж елементи захисту, а також точну копію друку Казначейства. Перші стодоларові підробки цього типу були виявлені 1989 року в одному з банків Маніли, коли візуальна й тактильна перевірка не дала результатів. Різні розвідувальні структури визнали одного з високопоставлених наближених Кім Чен Іра ключовою фігурою у виробництві високоякісних стодоларових купюр. За словами співробітника американського відділу по боротьбі зі злочинністю Марка Сміта, коли вони вперше зіткнулися з північно-корейськими стодоларовими купюрами, агент Секретної служби довгий час вивчав один зразок і не зміг сказати чи він підроблений.
За даними американських федеральних органів за 2002 рік, в обігу на той період перебувало як мінімум 15 — 18 млн підроблених стодоларових купюр. У квітні 2005 року влада Південної Кореї перехопила 1400 північно-корейських фальшивих стодоларових купюр. 2007 року в штаті Гаваї було зафіксовано появу високоякісних підробних стодоларових купюр, які були оброблені спеціальним складом, який ускладнює розпізнавання автентичності.

## Сто доларів в масовій культурі
В розмовній англійській мові сто доларів називають «Benjamin», «C», «C-note» (від відповідної римської цифри С), «hun», «hundoe», «small» або «yard». Одного з персонажів американського серіалу «Втеча» звуть Бенджамін «Сі-Ноут» Франклін. Серед пісень, що посилаються на сто доларів — «100 Dollar Bills» репера Chip Tha Ripper, «$100 Dollar Bill Ya' ll» репера Ice Cube, «100 Dollars» групи Manchester Orchestra та дуету Snake and Jet's Amazing Bullit Band, а також «100 Dollar Bag» Біні Мена.
1992 року в канадському місті Калгарі був заснований кінофестиваль під назвою $100 Film Festival. 2006 року був сформований канадський музичний дует під назвою $100.